# 753
Năm 753 là một năm trong lịch Julius.